# Petr Lexa
Petr Lexa (* 5. června 1991 České Budějovice) je český zpěvák, hrající ve skupině Slza, vzniklé v roce 2014. Pod přezdívkou Hoggy působil také jako youtuber a hrál též v televizním seriálu Přístav, ke kterému společně s Lukášem Bundilem, spoluhráčem z kapely, vytvořil znělku „Katarze“.

## Život
Již při studiu základní školy se zajímal o divadelní herectví. Právě díky lekcím herectví, které navštěvoval, získal i roli na scéně divadla s otáčivým hledištěm v Českém Krumlově. Když mu bylo deset let (2001), narodil se jeho mladší bratr Filip. V roce 2009 se začal více věnovat hudbě a natočil tehdy i první cover píseň, kterou zveřejnil na YouTube. Byl jedním z finalistů soutěže Hlas Česko Slovenska a dvojnásobným účastníkem soutěže Česko Slovenská Superstar. V roce 2015 se stal vítězem mužské kategorie Blogger roku. Jeho přítelkyní je blogerka, influencerka, modelka a Česká miss World 2016 Natálie Kotková.

## Působení na YouTube

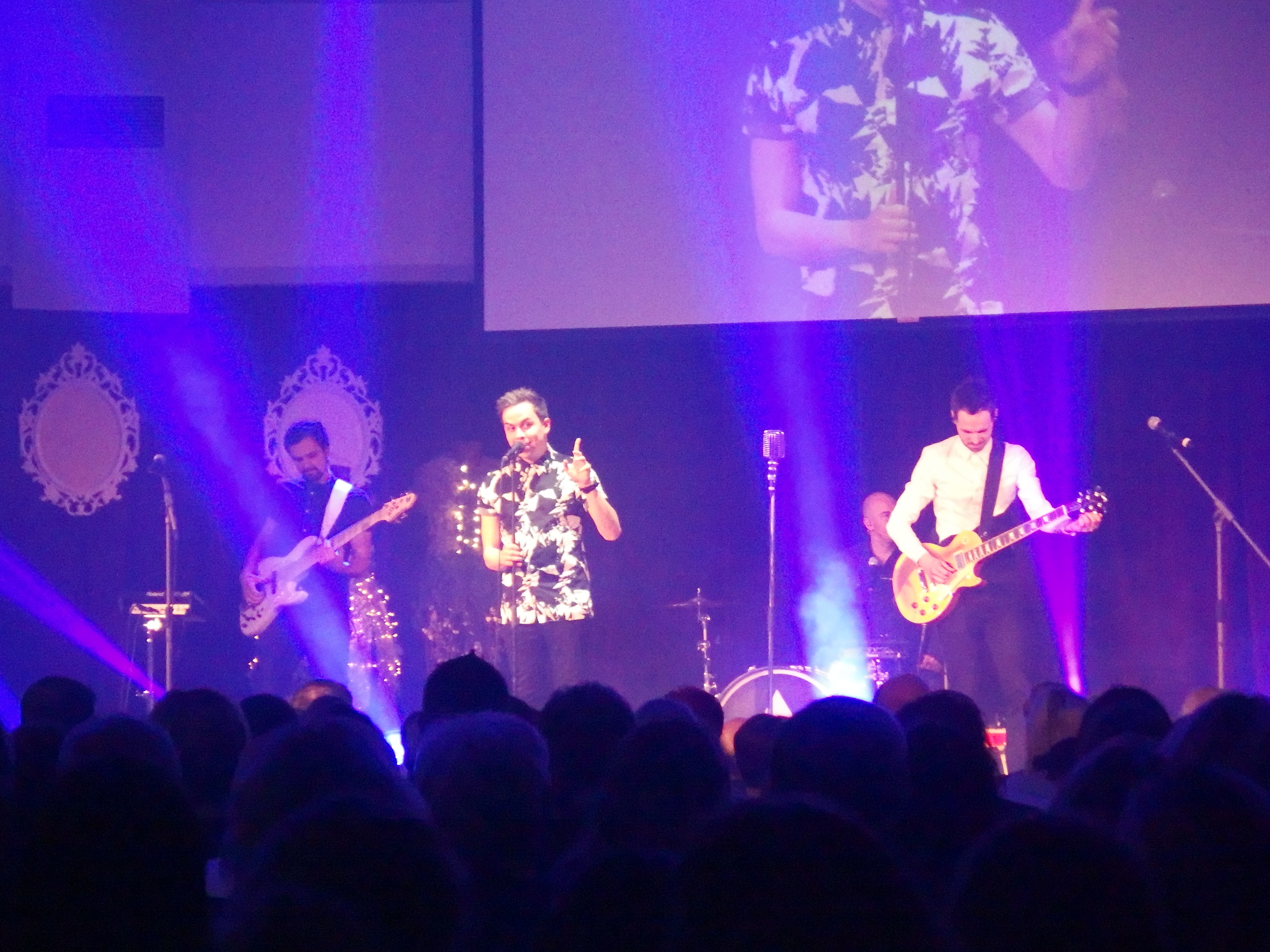
Petr Lexa ve skupině Slza

Na YouTube vystupoval pod přezdívkou Hoggy. Vlastnil také ještě jeden kanál, na který přidával své hudební coververze, ale kvůli tomu, že začal působit ve skupině Slza, všechny covery z tohoto kanálu smazal (skupinu Slza založil Lukáš Bundil, který hledal vhodného zpěváka a právě při hledání na YouTube narazil na několik cover písní od Lexy). Jako speciál ke 300 tis. odběratelům se rozhodl založit kanál HoggyVlogy, který ale v srpnu 2020 smazal, společně se všemi videi z hlavního kanálu "Hoggy". O pár dní později se však videa na hlavní kanál vrátila, avšak ne zdaleka všechna, kanál HoggyVlogy zůstal smazán. Na svém YouTube kanále měl Hoggy v květnu 2016 přes 650 tisíc odběratelů, k září 2024 má jeho kanál Hoggy, i přes svoji neaktivitu, 787 tisíc odběratelů. Jeho videa jsou dodnes velmi populární a běžně počet zhlédnutí za jediné video přesahuje 1 a půl milionu. Na konci roku 2016 se rozhodnul kanál Hoggy ukončit a začít natáčet jako Petr Lexa. Publikum ale stále více a více chtělo Hoggyho na YouTube zpět a o necelý rok později (konkrétně v říjnu 2017) se Lexa rozhodl vrátit na kanál Hoggy, kde ale natáčel pouze skeče, mnohými považované za Hoggyho 2. sérii videí.